# Audan Syrdarija
Der Audan Syrdarija (kasachisch Сырдария ауданы Syrdarija audany, russisch Сырдарьинский район Syrdarjinski rajon) ist ein Bezirk im Gebiet Qysylorda in Kasachstan.

## Geografie
Der Audan Syrdarija liegt im Oblys Qysylorda im Süden Kasachstans. Er grenzt im Norden an den Audan Ulytau im Gebiet Ulytau und im Osten an den Audan Sosaq im Gebiet Türkistan, den Audan Schijeli und die das Gebiet der Stadt Qysylorda. Im Süden hat er eine Grenze mit der Viloyat Navoiy in Usbekistan und westlich grenzt der Audan Schalaghasch an den Audan Syrdarija.
Die Landschaft des Bezirks ist flach. Durch den zentralen Teil des Bezirks fließt der Syrdarja. Hier liegen beinahe alle bewohnten Siedlungen im Audan Syrdarija. Das Wasser des Flusses wird intensiv zur Bewässerung in der Landwirtschaft eingesetzt. Die Anbauflächen befinden sich beidseits des Syrdarja, dessen Wasser durch ein Kanalsystem zu den Feldern geleitet wird. Südlich des Syrdarja schließt sich die Sandwüste Kysylkum an.

## Geschichte
Der heutige Audan Syrdarija wurde am 17. Januar 1928 im Zuge einer großen Gebietsreform in der Sowjetunion gegründet. Er war einer von acht neuen Rajons, die auf dem heutigen Gebiet des Oblys Qysylorda gebildet wurden. Er trug zuerst den Namen Rajon Karaozek, wurde aber bereits am 23. Juni desselben Jahres in Rajon Terenozek umbenannt. 1934 wurde der Rajon aufgelöst und sein Territorium an die beiden benachbarten Rajons aufgeteilt. Mit Gründung der Oblast Ksyl-Orda Anfang 1938 wurde der Rajon Terenozek erneut gebildet. Zwischen Januar 1963 und November 1966 war er erneut aufgelöst.
Nach der Unabhängigkeit Kasachstans von der Sowjetunion wurde 1997 der bisher bestehende Bezirk Syrdarija mit Zentrum im Dorf Tasböget aufgelöst und dessen Gebiet auf den Bezirk Terenozek und die Stadt Qysylorda aufgeteilt. Der Bezirk Terenozek wurde anschließend in Syrdarija umbenannt, benannt nach dem gleichnamigen Fluss.

## Bevölkerung
Bei der Volkszählung 1999 hatte der Audan Syrdarija 39.100 Einwohner. Die Volkszählung 2009 ergab für den Bezirk eine Einwohnerzahl von 38.085. Bei der letzten Volkszählung 2021 lebten 37.616 Menschen im Audan Syrdarija. Die Fortschreibung der Bevölkerungszahl ergab zum 1. Januar 2025 eine Einwohnerzahl von 37.878.
| Einwohnerentwicklung               | Einwohnerentwicklung | Einwohnerentwicklung | Einwohnerentwicklung | Einwohnerentwicklung | Einwohnerentwicklung | Einwohnerentwicklung | Einwohnerentwicklung |
| 1939                               | 1959                 | 1970                 | 1979                 | 1989                 | 1999                 | 2009                 | 2021                 |
| ---------------------------------- | -------------------- | -------------------- | -------------------- | -------------------- | -------------------- | -------------------- | -------------------- |
| 35.048                             | 22.670               | 24.629               | 28.060               | 29.055               | 39.100               | 38.085               | 37.616               |
| Anmerkung: Volkszählungsergebnisse |                      |                      |                      |                      |                      |                      |                      |

## Verwaltungsgliederung
Der Audan Syrdarija ist in 14 ländliche Bezirke (kasachisch Ауылдық округ Auyldyq okrug; russisch Сельский округ Selski okrug) gegliedert (Stand: 2021).
| Ländlicher Kreis | Einwohner | Einwohner | Orte           |
| Ländlicher Kreis | 2009      | 2021      | Orte           |
| ---------------- | --------- | --------- | -------------- |
| Aidarly          | 1.892     | 1.505     | Aidarly        |
| Amangeldi        | 2.839     | 2.629     | Amangeldi      |
| Aqscharma        | 2.545     | 2.552     | Aqscharma      |
| Bessaryq         | 2.258     | 2.180     | Bessaryq       |
| Ilijassow        | 2.217     | 2.202     | Ilijassow      |
| Ingkärdärija     | 1.059     | 857       | Ingkärdärija   |
| Qalschan Achun   | 1.174     | 1.128     | Qalschan Achun |
| Qoghalyköl       | 2.774     | 2.374     | Qoghalyköl     |
| Schaghan         | 4.343     | 4.223     | Schaghan       |
| Schetiköl        | 794       | 644       | Schetiköl      |
| Schirkeili       | 2.638     | 2.744     | Schirkeili     |
| Seifullin        | 1.600     | 1.664     | Seifullin      |
| Terengösek       | 10.383    | 11.437    | Terengösek     |
| Toqmaghanbetow   | 1.569     | 1.477     | Toqmaghanbetow |

## Wirtschaft
Die Wirtschaft des Bezirks ist vor allem auf Landwirtschaft ausgerichtet, rund um den Syrdarja gibt es große Anbauflächen. Der Audan Syrdarija ist die Hauptanbauregion für Reis in Kasachstan, auf fast zwei Drittel der gesamten Anbauflächen wird Reis gezogen. Daneben werden auch Schneckenklee und Weizen angebaut. Im Norden des Bezirks wird auf mehreren Felder Erdgas und Erdöl gefördert.